# Batalha de Yellow Tavern
A Batalha de Yellow Tavern foi travada em 11 de maio de 1864,  a cavalaria da União sob o comando do Major-General Philip Sheridan foi destacada do Exército do Potomac de Grant para conduzir um ataque a Richmond, Virgínia.

## Antecedentes
A Campanha Terrestre foi a ofensiva do Tenente-General Ulysses S. Grant em 1864 contra o Exército da Virgínia do Norte do General Robert E. Lee. A coluna da cavalaria da União, que por vezes se estendia por mais de 21 km, chegou à base de suprimentos da Confederação na Estação Beaver Dam naquela noite. As tropas confederadas tinham sido capazes de destruir muitos dos suprimentos militares críticos antes da União chegar, então os homens de Sheridan destruíram numerosos vagões de trem e seis locomotivas da Estrada de Ferro Central da Virgínia, destruíram fios telegráficos, e resgataram quase 400 soldados da União que haviam sido capturados na batalha de Wilderness.